# IVA social
IVA social es un término utilizado para referirse a la utilización de una parte definida de la recaudación del IVA para financiar parte o toda la protección social. Para llegar al objetivo de mejorar la competitividad económica de un país el IVA social normalmente sustituye a parte o la totalidad de las cotizaciones a la seguridad social de tal manera que los costes laborales se reducen sin que el salario del empleado sea reducido. Algunos economistas lo equiparan a una devaluación en tanto a sus efectos sobre la competitividad.

## Ejemplos de su uso

### Dinamarca
Una importante reforma fiscal en el ano 1987 transfirió parte de la financiación del sistema de protección social danés desde  cotizaciones hasta el impuesto sobre el consumo (IVA). El gobierno danés redujo en 4 puntos las cotizaciones de las empresas y en paralelo introdujo un impuesto parecido al IVA (el AMBI) sobre el consumo cuyo recaudación se destinaba exclusivamente a financiar la seguridad social. Este impuesto fue fusionado con la IVA mediante una subida del tipo general de 21% a 25%.

### Alemania
En 2007 el gobierno presidio por Angela Merkel decidió subir el IVA de 16% a 19% y al mismo tiempo reducir las cotizaciones en 1.8%.

### Hungría
En 2009 el gobierno húngaro subió el IVA del 20% al 25% y redujo las cotizaciones de las empresas desde 32% al 27%.

### Francia
En 1994 un IVA social fue introducida en los territorios de ultramar (Reunión, Martinica, y Guadalupe) mediante una alza de 2 puntos en el IVA desde 7,5% hasta 9,5% y una bajada simultánea de las cotizaciones de las empresas. Desde 2005 varias propuestas han sido discutidos en el parlamento. En enero de 2012 el presidente francés, Sarkozy, anunció que un IVA social iba a ser introducido en 2012.

### España
En diciembre de 2011 un informe del Consejo Asesor para la Reactivación Económica y el Crecimiento (CAREC)  para el gobierno de Cataluña propuso un incremento temporal del IVA al mismo tiempo que una bajada de las cotizaciones de las empresas a la seguridad social.